# Мала Ремізенка
Мала Ремі́зенка (рос. Малая Ремизенка) — село у складі Тоцького району Оренбурзької області, Росія.

## Населення
Населення — 377 осіб (2010; 491 у 2002).
Національний склад (станом на 2002 рік):
- росіяни — 84 %